# Yastıktepe, Pasinler
Yastıktepe là một xã thuộc huyện Pasinler, tỉnh Erzurum, Thổ Nhĩ Kỳ. Dân số thời điểm năm 2011 là 509 người.